# Anolis garmani
Anolis garmani är en ödleart som beskrevs av  Leonhard Hess Stejneger 1899. Anolis garmani ingår i släktet anolisar och familjen Polychrotidae. Inga underarter finns listade i Catalogue of Life.
Med en längd upp till 30,5 cm (med svans) är arten störst i släktet anolisar. Fjällens färg är på dagen intensiv grön och under natten mer brunaktig. Hos honor kan punkter i annan färg förekomma och hos några hannar är en kam på halsens undersida gul. Dessutom är hannarnas huvud mer fyrkantigt.
Arten förekommer endemisk på Jamaica där den lever i låglandet och i bergstrakter upp till 1300 meter över havet. Habitatet utgörs av skogar och dessutom besöks trädgårdar med tätare växtlighet. Ödlan undviker öppna landskap. Anolis garmani introducerades i Florida (USA) samt på ön Grand Cayman.
Anolis garmani äter ryggradslösa djur, mindre anolisar och frukter. Honor lägger ägg. I sällsynta fall fångar den småfåglar eller mindre däggdjur. Anolis garmani bildar monogama par som försvarar ett revir.